# Sal Mineo

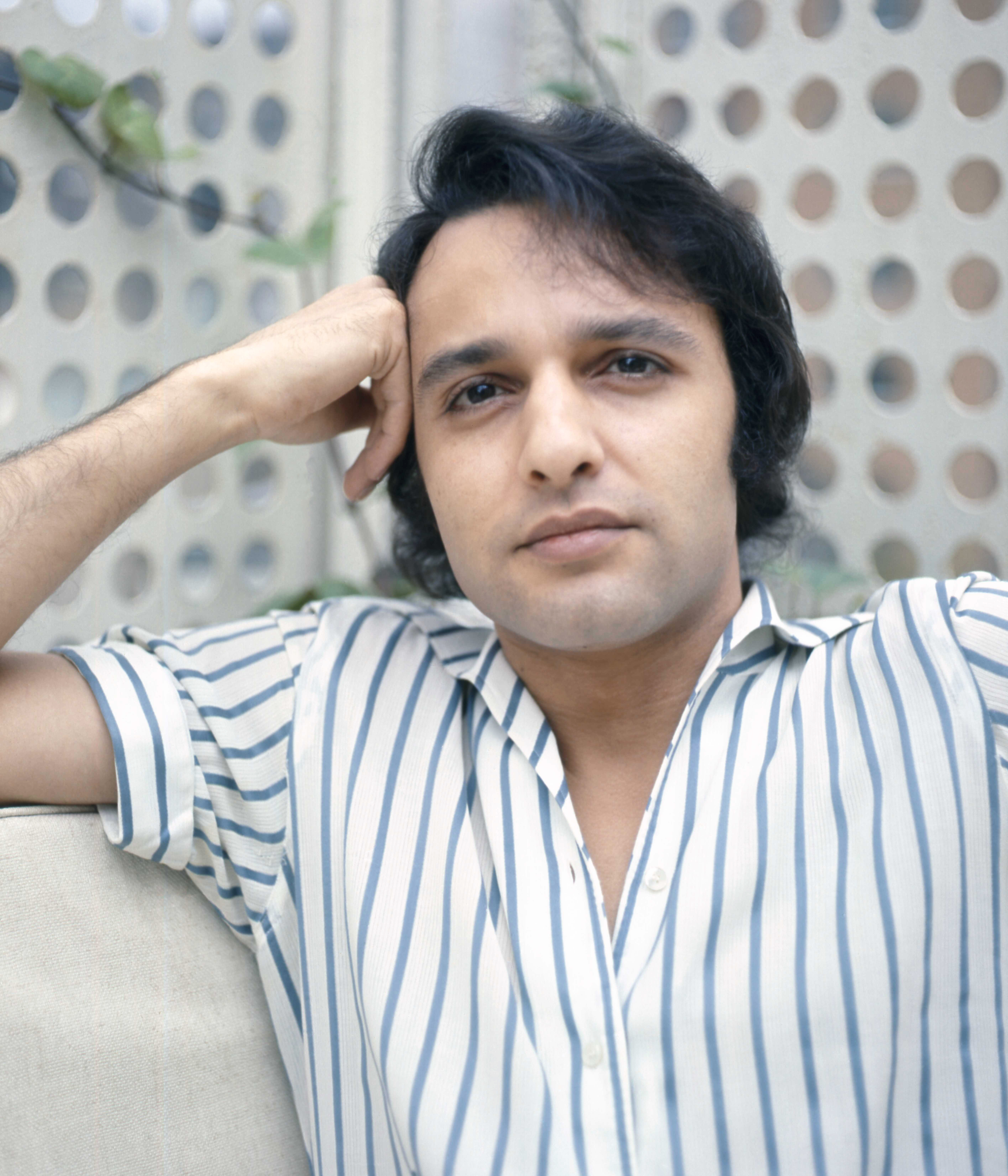
Sal Mineo 1973.

Salvatore "Sal" Mineo, Jr. född 10 januari 1939 i Bronx i New York, död 12 februari 1976 i West Hollywood i Los Angeles i Kalifornien, var en amerikansk skådespelare.

## Biografi
När han var åtta år relegerades han från skolan, eftersom han betraktades som "bråkmakare". Han började då istället ta danslektioner och två år senare blev han barnstjärna i Broadway-uppsättningen av Rose Tattoo. 1952 fick han rollen som Yul Brynners son i Kungen och jag. 
Han gjorde filmdebut 1952 och medverkade sedan i en rad filmer, ofta i roller som tonåring med problem. Hans mest kända roll och stora genombrott var mot James Dean och Natalie Wood  i Ung rebell (1955), för vilken han nominerades för en Oscar för bästa manliga biroll. Han nominerades åter i samma kategori för  Exodus (1960). Han hade också framgång som sångare med hitlåtar som "Start Movin' (In My Direction)".
Under 1960-talet, då han börjat bli för gammal för att spela ungdomliga roller, falnade hans karriär. Han fick en del skurkaktiga roller som i Who Killed Teddy Bear? (1965) och TV-roller och producerade en teateruppsättning av Fortune and Men's Eyes om homosexualitet i ett fängelse. 
Under 1960-talet hade Mineo ett förhållande med Jill Haworth. Han kom senare att vara öppet bisexuell. 
Han rånmördades på gatan strax utanför sin bostad i West Hollywood.

## Filmografi (urval)
- 1955 – Ung rebell
- 1956 – Gatans kung
- 1956 – Jätten
- 1959 – The Gene Krupa Story
- 1960 – Exodus
- 1962 – Den längsta dagen
- 1964 – Indianerna
- 1965 – Mannen från Nasaret
- 1969 – Krakatau öster om Java